# Nocturnos (Field)
Los Nocturnos para piano del compositor irlandés John Field son conocidos por ser los primeros nocturnos jamás escritos.

## Lista de obras
No hay una numeración histórica congruente para los nocturnos. Esta lista está organizada según los números de Hopkinson, introducidos en el catálogo de 1961 por Cecil Hopkinson.
- H 24 – Nocturno para piano n.° 1 en mi bemol mayor – 1812
- H 25 – Nocturno para piano n.° 2 en do menor – 1812
- H 26 – Nocturno para piano n.° 3 en la bemol mayor – 1812
- H 36 – Nocturno para piano n.° 4 en la mayor – 1817
- H 37 – Nocturno para piano n.° 5 en si bemol mayor – 1817
- H 40 – Nocturne para piano n.° 6 "Cradle Song" en fa mayor – 1817
- H 45 – Nocturno para piano n.º 7 "Reverie" en do mayor – 1821
- H 46 – Nocturno para piano n.º 8 en mi menor – 1821
- H 14E – Nocturno para piano n.° 9 "Pastorale" en La mayor
- H 30A – Nocturno para piano n.º 10 "Romance" en mi bemol mayor – 1816
- H 56 – Nocturne para piano n.° 11 en mi bemol mayor – 1832
- H 58D – Nocturne para piano n.° 12 en sol mayor – 1822
- H 59 – Nocturno para piano núm. 13 "Canción sin palabras" en re menor – 1834
- H 60 – Nocturno para piano n. ° 14 en do mayor – 1835
- H 61 – Nocturno para piano n.º 15 en do mayor – 1836
- H 62 – Nocturno para piano n.º 16 en fa mayor – 1836
- H 54 – Nocturno para piano [n.º 17] "Grande Pastorale" en mi mayor – (dos versiones diferentes)
- H 13K – Nocturne para piano [n.º 18] "Mediodía" en mi mayor

Nocturnos adicionales:
- H 55 – Nocturno para piano "El trovador" en do mayor
- H 63 – Nocturno para piano en si bemol mayor – op. post.
- H 66 – Nocturne "Dernière pensèe"